# ریوگوکو

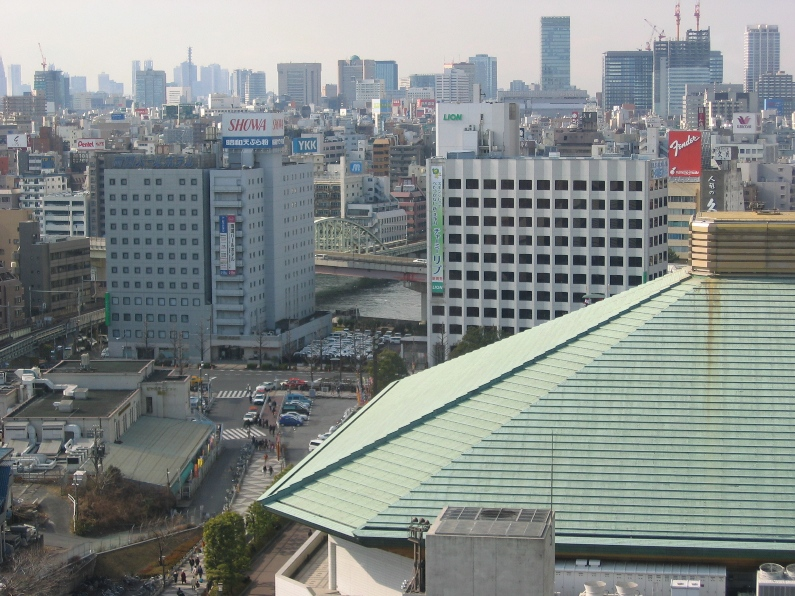
ریوگوکو

ریوگوکو (به ژاپنی: 両国 Ryoogoku) یکی از محله‌های توکیو پایتخت ژاپن است که در منطقهٔ سومیدا واقع شده‌است.

## دسترسی به ایستگاه ریوگوکو
- متروی توئی، خط اوادو E 12
- جی آر، خط چوئو-سوبو